# المحلائى (السياني)

تعديل مصدري - تعديل

المحلائى هي إحدى قرى عزلة العربيين بمديرية السياني التابعة لمحافظة إب، بلغ تعداد سكانها 211 نسمة حسب تعداد اليمن لعام 2004.